# Alejandro Alfonso Poiré Romero
Alejandro Alfonso Poiré Romero   (Ciutat de Mèxic, 15 de gener de 1971) és un investigador i polític mexicà. Va ser Ministre de l'interior de Mèxic des del 19 de novembre de 2011 al 30 de novembre de 2012.
És llicenciat en Ciència Política per l'Institut Tecnològic Autònom de Mèxic, mestre i doctor en Ciència Política per la Universitat Harvard, ha publicat diversos estudis sobre democratització, opinió pública i partits polítics en llibres i revistes especialitzades i ha impartit conferències en més de 20 universitats de Mèxic, Estats Units, Amèrica Llatina i Europa. El seu treball i opinions es poden veure en periòdics diverses publicacions nacionals internacionals.

## Carrera política
Va ocupar la Direcció executiva de Prerrogatives i Partits en el Institut Federal Electoral de 2003 a 2005. En l'administració del president Felipe Calderón, Poiré Romero ha estat director general d'Anàlisi Política de l'Oficina de la Presidència en 2007 i comissionat per al Desenvolupament Polític en la Secretaria de Governació en 2008. Des de novembre de 2008 i fins al 25 de maig de 2009 va ocupar el càrrec de coordinador d'Assessors del Secretari de Governació. Durant aquest període, Alejandro Poiré es va dedicar a escriure un blog sobre l'estratègia anticrimen del govern federal; a més, va coordinar operatius per reforçar la seguretat en Tamaulipas, i va coordinar accions federals per a la desintegració del grup La Família en Michoacán. L 26 de maig d'aquest any va ser nomenat sotssecretari de Població, Migració i Assumptes Religiosos pel president Felipe Calderón. En els seus diferents encàrrecs en l'Administració Pública Federal, Poiré ha mantingut contacte proper amb les diverses dependències que integren el Gabinet de Seguretat Nacional. El 19 d'agost de 2010, va ser nomenat pel president Felipe Calderón com a nou secretari tècnic del Consell de Seguretat Nacional i secretari tècnic del Gabinet de Seguretat, així com portaveu en matèria de seguretat, en substitució de Jorge Tello Peó.
En el 2011 va assessorar al INEGI, aconseguint fer la Primera Enquesta Nacional de Cultura Política i Pràctiques Ciutadanes.
Fins a 2011 es va exercir com a director del CISEN. Arran de la mort del passat secretari de governació Francisco Blake Mora, el President Felipe Calderón Hinojosa ho nomena com a Secretari de Governació el 17 de novembre de 2011.

## Carrera acadèmica
El 1999, Alejandro Poiré va tornar de Boston al ITAM per dirigir el Departament de Ciència Política fins al 2003.
Des de juliol de 2013, Poiré s'exerceix com a Degà de l'Escola de Govern i Transformació Pública del Tecnológico de Monterrey amb seu en Monterrey, Ciutat de Mèxic, Estat de Mèxic i Santa Fe (Ciutat de Mèxic).
Alejandro Poiré ha estat professor de la càtedra Robert F. Kennedy i John F. Kennedy en Estudis Llatinoamericans de la Universitat Harvard. A més, ha estat professor convidat a la Universitat Stanford i en l'Institut Tecnològic de Massachusetts